# Rohholz
Als Rohholz wird in der Forstwirtschaft das geerntete Holz bezeichnet. Dies sind gefällte, entastete und entwipfelte Bäume oder Teile von Bäumen, die außer einer Entrindung, Ablängung (Aufteilung in kürzere Stücke, → Schichtholz), Spaltung oder Zerkleinerung (z. B. zu Hackschnitzeln) keine weitere Bearbeitung erfahren haben.
Bestimmendes Merkmal von Rohholz ist die Holzart, die weiter nach den Kategorien Güte, Stärke und Sortiment sortiert wird. Rohholz ist ein Rohstoff für die weitere Verwendung.

## Begriffe

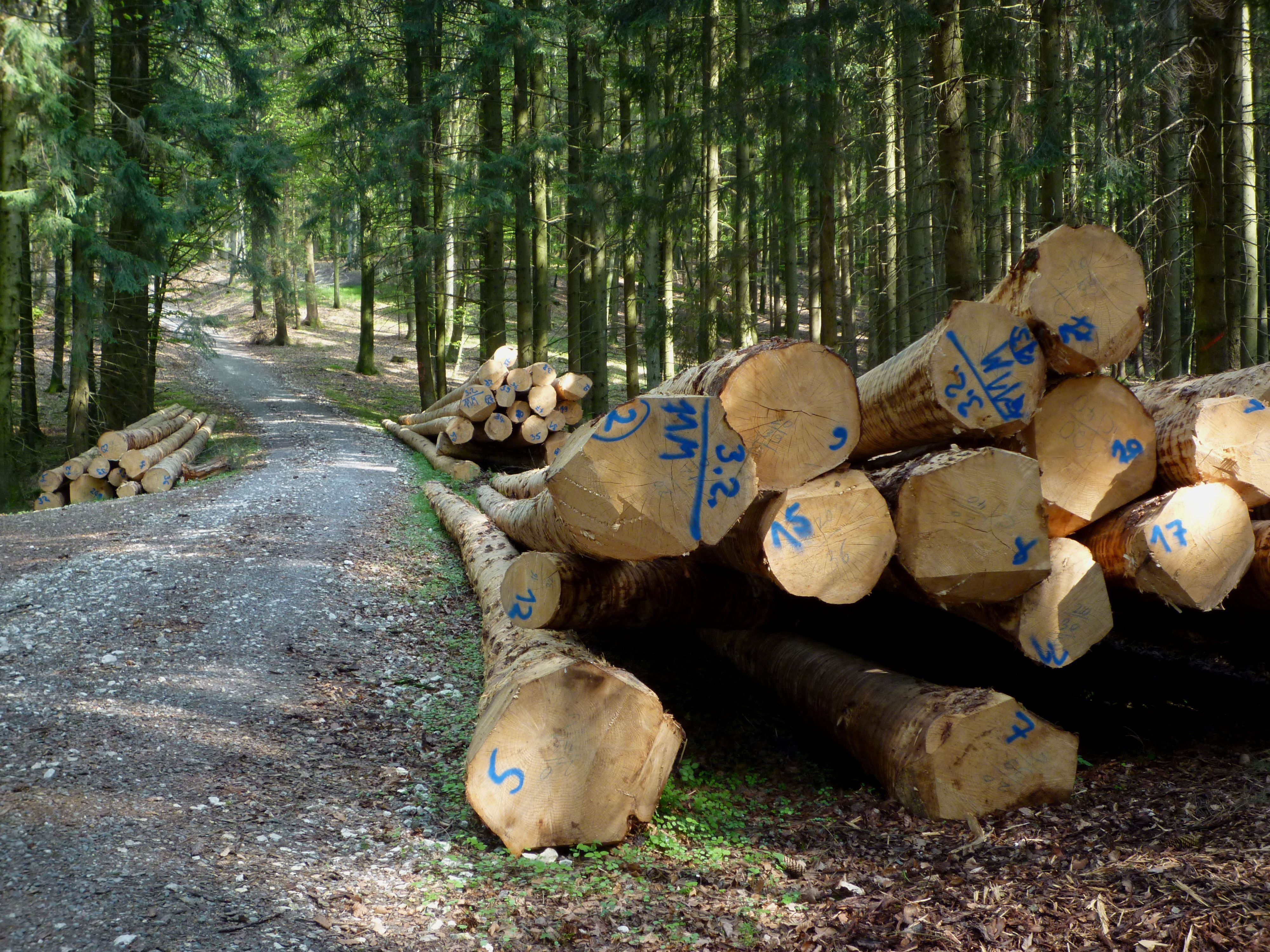
Polter Sägerundholz – lang ausgehalten

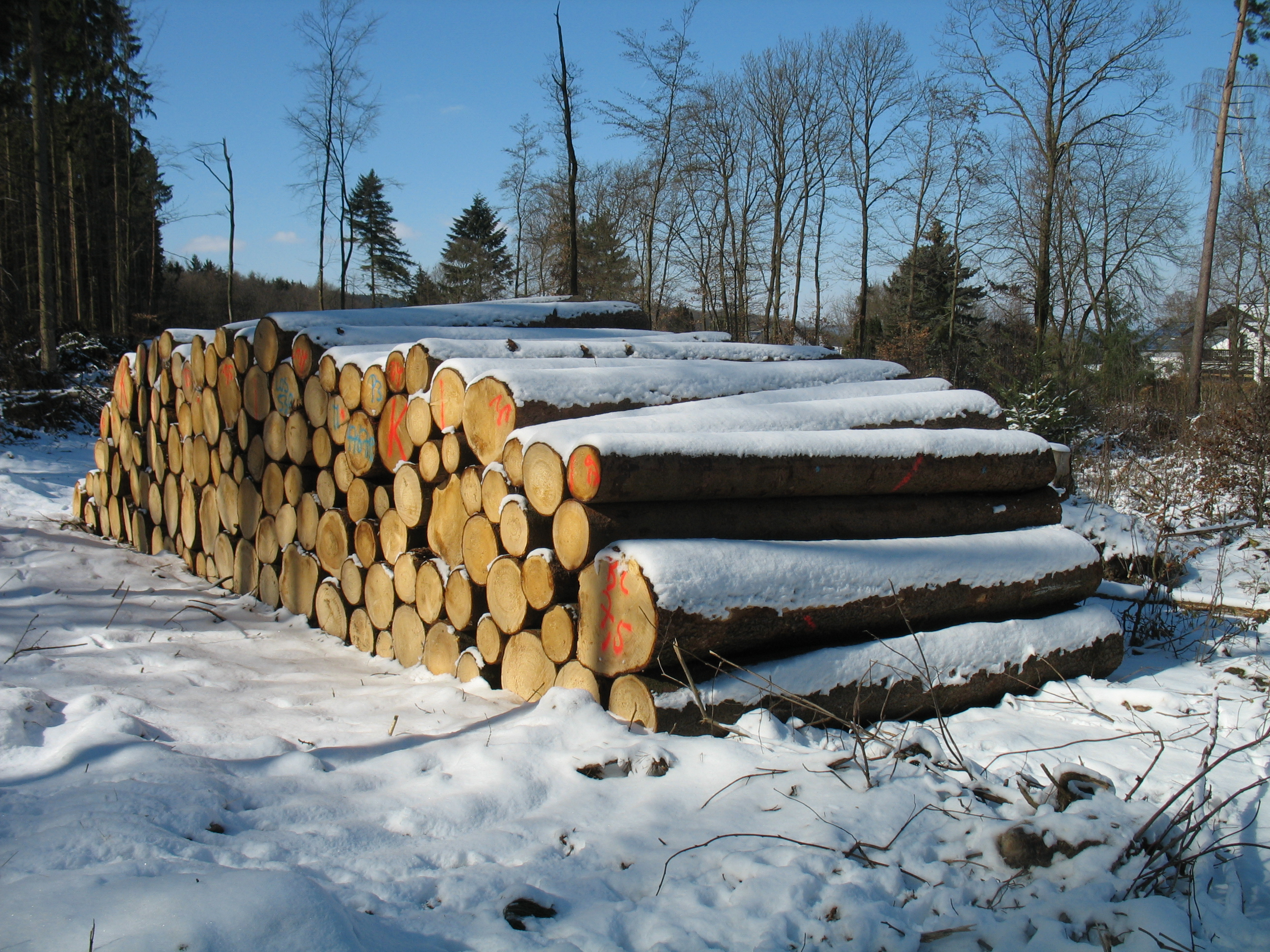
Polter Sägerundholz – kurz ausgehalten

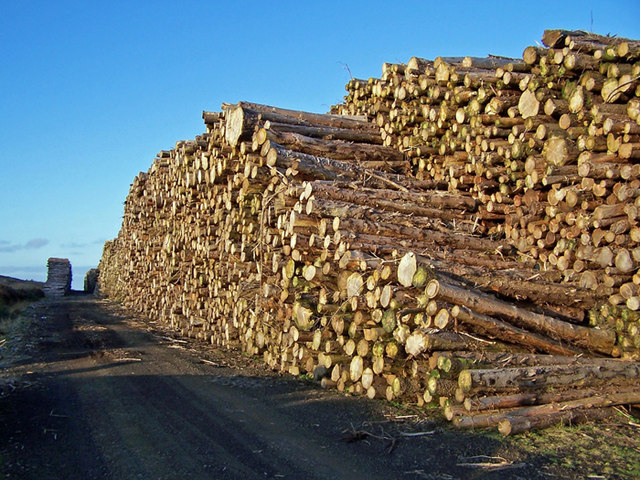
Polter Industrieholz – als Schichtholz ausgehalten

Der Gutteil des Rohholzes ist Rundholz. Bis auf den Umstand, dass Rohholz auch ausgespaltenes Schichtholz sowie gehacktes Holz umfasst, sind beide Begriffe in der Praxis weitgehend deckungsgleich. Die Bezeichnung Rohholz wird hauptsächlich in der Verwaltungssprache und in der Fachliteratur benutzt, ansonsten ist Rundholz der weitaus gebräuchlichere Begriff: Rohholz bezeichnet insbesondere die Abnehmerseite, also den Rohstoff Holz der Holzverarbeitung, Rundholz beschreibt den forst- und transporttechnischen Begriff der Holzernte (Holzgewinnung).
Die forstliche Unterscheidung des Rohholzes in Rund- und Schichtholz, also Stämme und Stapelware, hat historische Gründe. So wurde nach Holzqualität und der Transportlogistik (Holzbringung) sortiert, da Stapelware gleich im Wald aufgeschichtet wurde. Insbesondere das Schichtholz wurde als Brennholz verwertet.
Durch die Zunahme der Bedeutung von Industrieholz, also der Aufarbeitung ohne Rücksicht auf den Wuchs, etwa für die Papier- und Zellstoffindustrie und für Hackschnitzel, wie auch die modernen Ernte- und Transportmöglichkeiten, hat sich der Begriff des Rohholzes gewandelt und erweitert: Heute können Teile des Baumes und Stammes hochwertig weitergenutzt werden, die früher nur als Brennholz taugten, als Leseholz mühsam händisch eingesammelt wurden oder als Einschlagabfall gänzlich im Wald verblieben (Waldrestholz). Daher unterscheidet man weiter:
- Langholz nennt man Rohholz, das aus dem Wald auf Stapelplätze angerückt wurde und zum Abtransport bereitliegt. Bei Stammholz wird von Langholz gesprochen, wenn es über 6 m lang ist. Der Abtransport erfolgt in der Regel durch Langholztransporter mit Ladekran und Nachläufer. Bei Industrieholz wird von Langholz (Industrieholz Lang – IL) gesprochen, wenn es über 3 m lang ist.
- Kurzholz ist Rundholz in Einheitslängen (auch als „Fixlängen“ oder „Standardlängen“ bezeichnet) bis maximal 6 Meter Stücklänge bei Stammholz, bis 3 m Länge bei Industrieholz.

Während früher nur als bestes Konstruktionsholz (für Dachstühle, Holzblockbau usw.) geeignete Bäume als Langholz abtransportiert wurden, und Schichtholz allenfalls Tischlerware darstellte, wird heute selbst Totholz, Windwurf (Sturmholz) oder Schädlingsholz als Langholz in die Industrieholzverarbeitung verliefert.
Daneben setzt sich zunehmend auch die Verlieferung von unsortiertem Material für Hackgut und ähnlichem ab Wald durch, die nurmehr nach Gewicht oder Schüttmeter (Biomasse) vermessen wird.

### Rohholzsorten
Um Rohholz einer wirtschaftlichen Verwendung zuführen zu können, wird es anhand seiner Merkmale in Rohholzsorten zusammengefasst. Die Bezeichnung der Rohholzsorte kann entweder den zugedachten zukünftigen Verwendungszweck widerspiegeln oder die Eigenschaften, nach denen es klassifiziert wurde.
Es gibt eine Vielzahl von Bezeichnungen für Rohholzsorten, die sich teilweise in ihrer Bedeutung gegenseitig überschneiden und teils auch nur von regionaler Bedeutung sind. Die hauptsächlich vorkommenden Rohholzsortimente, die sich wiederum in weitere Untersorten aufgliedern, sind:
- Sägerundholz oder Stammholz zum Erzeugen von Schnittholz in Sägewerken
- Industrieholz (regional unterschiedlich auch als Papier-, Hack- oder Schleifholz bezeichnet) für den chemischen und/oder mechanischen Holzaufschluss zur Verwendung in der Zellstoff- oder Holzwerkstoff-Industrie
- Energieholz zur Wärmeerzeugung. Rohholz kann neben der stofflichen Verwertung auch thermisch verwertet werden.

Daneben gibt es diverse Randsortimente, wie z. B. Furnierholz (zum Messern oder Schälen) Zaunholz, Stangenholz, Mastenholz, Schwellenholz oder Grubenholz, deren Mengenanfall jedoch insgesamt von untergeordneter Bedeutung ist, oder in manchen Fällen – wie beispielsweise das Grubenholz – vom Markt nicht oder kaum mehr benötigt werden.

### Sortierung nach Abmessung und Gütemerkmal
Rohholz wird anhand seiner Abmessungen, Gütemerkmale und des Verwendungszwecks in Handelsklassen eingeteilt bzw. klassifiziert. In Deutschland war das Gesetz über gesetzliche Handelsklassen für Rohholz maßgebend. Dieses – im Jahr 2009 ersatzlos abgeschaffte – Gesetz und dessen gesetzliche Vorläufer geben den groben Rahmen vor, nach welcher Methode Rohholz in Handelsklassen eingeteilt wird. Darüber hinaus gab es immer schon – meist regional begrenzt – spezifische Werksvorschriften einzelner Rohholzabnehmer.
Für die Einteilung in Stärkenklassen ist fast nur noch die „Mittenstärkensortierung“ anzutreffen. Hier wird das Rohholz anhand des Mittendurchmessers in Stärkenklassen eingeteilt. Andere Abmessungssortierungen, wie z. B. die sogenannte Heilbronner Sortierung, bei der die Stammlänge und der Zopfdurchmesser zu beachten sind, werden praktisch nicht mehr angewendet und sind nur noch von historischer Bedeutung. Ebenfalls überholt ist die jeder Stärkenklasse zugeordnete Grundmeßzahl, anhand derer und der im Rahmen der Preisfindung vereinbarten Meßzahlprozente eine Preisbestimmung möglich war, ohne für jede einzelne Stärkeklasse einen eigenen Preis vereinbaren zu müssen.
Bei der Einteilung in Güteklassen richtet sich der Markt vorwiegend an die Vorgaben der ehemals gesetzlichen Handelsklassensortierung für Rohholz. Die Hauptgüten werden mit A, B, C oder D bezeichnet, wobei das im Regelfall anfallende Holz von normaler Güte in die Güteklasse B eingestuft wird. Doch auch werksspezifische Gütesortierungen sind handelsüblich und gewinnen zunehmend an Bedeutung.
Grundsätzlich gilt, dass die Art der Rohholzsortierung (wie auch die Art der Volumenermittlung) zwischen den Marktpartnern zu vereinbaren ist.

### Weitere Begriffe
Der Begriff Rohholz umfasst weder die komplette Holzmasse eines Baumes, noch ist er – streng genommen – bei „stehendem“ Holz zutreffend. Im Laufe der administrativen Begleitung der Holz- und Forstwirtschaft wurden und werden in der Verwaltungssprache neben Rohholz auch andere Begriffe definiert und verwendet, welche häufig – mangels einer umfassenden Normung – nicht eindeutig zu definieren sind und teils auch nur von regionaler Bedeutung sind.
Die gesamte Biomasse eines Baumes besteht aus Derbholz, Nichtderbholz und Schlagabraum. Verwendet werden diese Begriffe beispielsweise in der Rohholzbilanz der Bundesrepublik Deutschland oder in wissenschaftlichen Veröffentlichungen. Im forstbetrieblichen Gebrauch, beispielsweise bei der Holzernte oder beim Holzverkauf, wird der Ausdruck Derbholz nicht benutzt.
Derbholz
die oberirdische Holzmasse ab 7 cm Durchmesser mit Rinde, mit Ausnahme des bei der Fällung am Stock verbleibenden Schaftholzes. Das Derbholz kann unterteilt werden in: Schaftderbholz, Astderbholz und Kronenderbholz.
Nichtderbholz (Reisholz)
die oberirdische Holzmasse bis 7 cm Durchmesser mit Rinde.
Nutzholz
ist Rohholz mit Ausnahme von Brennholz. Dieser Begriff wurde – genauso wie der Begriff Derbholz – beispielsweise in der Holzmessanweisung (HOMA) des deutschen Reiches definiert und wird heutzutage kaum mehr verwendet. Nutzholz wurde damals weiter unterteilt in Langnutzholz und Schichtnutzholz.
Kurzholz – LangholzMit diesen Begriffen können zwei unterschiedliche Sachverhalte gemeint sein: Im Zusammenhang mit dem ehemaligen deutschen Gesetz über gesetzliche Handelsklassen für Rohholz wird als Kurzholz ein Holz bezeichnet, welches in Raummeter gemessen wird (in der Regel 1 m und 2 m) und als Langholz ein Holz, welches in Festmeter gemessen wird (ab 3 m). Doch meist wird mit Kurzholz ein Holz mit einer Stammlänge von etwa 3 m bis 5 m, bis maximal 7 m bezeichnet. Langholz beginnt bei etwa 6 m Stammlänge und endet aus Transportgründen bei maximal 22 m, wobei der häufigste Längenanteil etwa zwischen 16 m und 21 m liegt. Dementsprechend werden die Holztransporte auf der Straße mit Langholztransportern oder Kurzholztransportern durchgeführt.
Bloche – Doppelbloche – LangholzDiese Bezeichnungen sind in Österreich üblich. Dabei sind Bloche zwischen 3 m und 5 m lang, jedoch in der Regel nicht unter 4 m. Doppelbloche liegen zwischen 6 m und 10 m. Alles was länger ist, wird als Langholz bezeichnet.
Starkholz – Schwachholz
Die Begriffe werden uneinheitlich und teilweise mit weiteren Abstufungen wie z. B. „mittelstarkes“ Holz oder „überstarkes“ Holz verwendet. Als grobe Regel kann gelten, dass lange Baumstämme ab etwa 30 cm Mittendurchmesser als Starkholz bezeichnet werden können und kürzere Baumabschnitte ab etwa 35 cm. Im Wald gilt ein (stehender) Baum mit einem Brusthöhendurchmesser ab etwa 50 cm als Starkholz.
 Verarbeitende Betriebe definieren die Bezeichnungen üblicherweise nach den Verwendungsmöglichkeiten:
Schwachholz kann in Gattersägen nicht mehr wirtschaftlich verarbeitet werden, was etwa einem Mittendurchmesser von 20 cm entspricht. Es wird auch als Knüppelholz oder Dünnholz bezeichnet.
Starkholz kann in Profilzerspanerwerken nicht mehr verarbeitet werden, was einem Durchmesser von 45–55 cm am schwachen Ende entspricht.
Stockholz
auch Baumstumpf Strunk (Stubben und Wurzelstock).
Schaftholz oder Schaftbaumholz
ist die gesamte Masse des Schaftes ohne Äste (Stubben).
Erdstamm – Mittelstamm – Zopfstück
Der Erdstamm ist das unterste Teilstück eines gefällten Baum. Mit Zopfstück im Sinne von Rohholz ist nicht der eigentliche Gipfel (Wipfel) des (stehenden) Baums gemeint, sondern das oberste Stück des gefällten und entwipfelten Baums.
Zopfholz, Kronenholz
Holz des Wipfelbereichs eines Baumes.
Draufholz
ist das Stammstück, das über den Mindestzopfdurchmesser der Klasse (nach Heilbronner Sortierung) hinaus am Stamm verbleibt.

## Mengeneinheiten von Rohholz
Hauptsächlich wird Rohholz nach Volumen bemessen. Einige Sortimente werden nach Gewicht verkauft. Nur sehr wenige Sortimente werden nach Stückzahl verkauft. Der bei weitem größte Anteil des anfallenden Rohholzes wird in Europa nach der rechnerischen Volumeneinheit Festmeter (fm, Fm) gehandelt.
Die Art der Maßermittlung orientiert sich an Handelsgebräuchen. Da Holz ursprünglich im Wald mit einfachen Instrumenten vermessen wurde, entwickelten sich Messregeln, die das tatsächliche Stammvolumen nur näherungsweise ermitteln, jedoch zu eindeutigen, reproduzierbaren Ergebnissen führen.
Eine Besonderheit des Rundholzhandels ist, dass die Maßermittlung und Gütebeurteilung mittlerweile häufig beim Käufer stattfindet, so dass der Preis erst im Nachhinein feststeht.

### Volumeneinheiten
Es werden Festmaß (Festmeter mit oder ohne Rinde, FM m. R. / Fm o. R.) und Raummaße (Raummeter, rm) unterschieden. Während beim Festmaß das reine Holzvolumen ermittelt wird, werden beim Raummaß die Zwischenräume zwischen den Holzteilen ebenso mit berücksichtigt.
In Deutschland ist gemäß Einheiten- und Zeitgesetz nur die Verwendung gesetzlicher Einheiten zulässig. Die bis heute verwendeten Einheiten Festmeter und Raummeter sind keine gesetzlichen Einheiten. Bisher ist unklar, inwieweit dies ein Verstoß gegen das Einheitengesetz ist, da diese Einheiten auch keine tatsächlichen Volumeneinheiten sind, sondern Verrechnungseinheiten, die anhand von in Handelsusancen festgelegten Mess- und Berechnungsregeln bestimmt werden. Dies kommt durch die Bezeichnung Festmeter und Raummeter zum Ausdruck.

#### Festmeter (Fm, fm)
Der Festmeter ist die übliche Maßeinheit für Rundholz.

#### Raummeter (Rm, rm)
Hier wird nicht das einzelne Holzstück (Stamm, Scheit, Hackschnitzel) vermessen, sondern das gesamte Volumen einschließlich aller Leerräume, welches die aufgeschichteten Holzstücke umfassen. Es wird nochmals unterschieden zwischen aufgeschichtetem Holz (Schichtholz) oder geschüttetem Holz.
- Schichtraummeter (Rm, rm): Dabei muss das Schichtholz immer gleich lang sein, meist 1 m oder 2 m. Das ehemalige deutsche Gesetz über gesetzliche Handelsklassen für Rohholz gab vor, Schichtholz mit einem Übermaß von 4 % aufzusetzen. In Deutschland ist es deshalb im industriellen Warenverkehr handelsüblich vom ermittelten Volumen 4 % abzuziehen, um die Verrechnungseinheit „Raummeter“ zu erhalten. Eine althergebrachte und auch heute noch übliche Bezeichnung für Raummeter ist Ster.
- Schüttraummeter (Srm, srm): Für Hackschnitzel und zum Teil auch für kurzes Scheitholz wird diese Maßeinheit verwendet. Gemessen wird das gesamte Volumen des geschütteten Materials einschließlich der Zwischenräume in m3.

#### Maße in anderen Ländern
- Board Foot (BF, bf) bzw. 1000 Board Feet (MBF, mbf): In Nordamerika sind dies die vorherrschenden angloamerikanischen Verrechnungseinheiten für Rohholz (und auch für Schnittware). Diese Einheit gibt bei Rundholz nicht das Stammvolumen wieder, sondern die darin enthaltene äquivalente Schnittholzmenge. Hierzu gibt es – je nach Region – diverse Berechnungsregeln, die sogenannten Log Rules.[8] Bekannte Log Rules sind die Doyle Rule, die Scribner Rule oder die International Rule. Grundmaße sind immer die Länge und der Zopfdurchmesser ohne Rinde. Daneben fließen in die Berechnung der Verrechnungseinheiten weitere Merkmale ein, wie z. B. Holzfehler, Stammunregelmäßigkeiten und Durchmesser am großen Ende.

- Eine Konversion der Verrechnungseinheiten zwischen diversen Log Rules oder zum Stammvolumen ist nur grob näherungsweise möglich.[9] Durch diesen Umstand werden Preisvergleiche beträchtlich erschwert und aufgrund der relativ komplizierten Log Rules ist für den Waldbesitzer – falls kein Fachmann – die Massenermittlung praktisch nicht nachvollziehbar.

- Cubic Foot (ft3, cu.ft.): Diese angloamerikanische Volumeneinheit wird ebenfalls in Nordamerika verwendet. Hier wird das tatsächliche Stammvolumen näherungsweise wiedergegeben, vergleichbar zum europäischen Festmeter. Allerdings wird das angenäherte Stammvolumen nicht mit der in Europa üblichen Huberschen Formel aus Länge und Mittendurchmesser ermittelt, sondern aus den beiden Enddurchmessern und der Länge (Smalian Formel) oder zusätzlich noch unter Einbeziehung des Mittendurchmessers (Newton Formel).

- Hoppus Foot: Diese mittlerweile historische Verrechnungseinheit für Rundholz wurde in England 1736 von Edward Hoppus eingeführt und war im Einflussbereich des späteren Britischen Weltreichs die beherrschende Rundholzeinheit. Bei asiatischem Tropenholz wurde der Hoppus Foot bis in die Neuzeit verwendet. Berechnet wird der Hoppus Foot aus dem Mittenumfang in Inch und der Länge in Foot.

- Cord: Das Raummaß Cord ist in Nordamerika die Entsprechung zum europäischen Raummeter. Ein Cord enthält grob ein Volumen von 3,6 m3.

### Gewichtseinheiten
Um die Vermessung geringwertiger oder solcher Rohholzsortimente, deren Volumen aufgrund dessen Formigkeit nicht präzise zu ermitteln ist, weiter zu vereinfachen, wird im Industrieholz- und insbesondere im Energieholzbereich die Menge auch anhand des Gewichts ermittelt.
Dabei wird meistens auch die Holzfeuchte berücksichtigt, weil sie das Gewicht des Holzes maßgeblich beeinflusst. Es wird angegeben, ob es sich um frische Holzmasse (lutro=lufttrocken) oder absolut trockene Holzmasse (atro) handelt. Für die Ermittlung des atro-Gewichts wird in der Regel eine Spanprobe entnommen, die über 12 Stunden in einem Ofen getrocknet wird und auf das verwogene lutro-Gewicht rückgerechnet.
Auch die Gewichtsermittlung findet außerhalb des Waldes statt und wird vom Käufer durchgeführt.

## Rohholzaufkommen in Deutschland

### Tabelle
|      | Holzartengruppen (Angaben in cbm): | Holzartengruppen (Angaben in cbm): | Holzartengruppen (Angaben in cbm): | Holzartengruppen (Angaben in cbm):               | Holzartengruppen (Angaben in cbm): |
| ---- | ---------------------------------- | ---------------------------------- | ---------------------------------- | ------------------------------------------------ | ---------------------------------- |
| Jahr | Eiche                              | Buche und sonstiges Laubholz       | Kiefer und Lärche                  | Fichte, Tanne, Douglasie und sonstiges Nadelholz | Gesamteinschlag                    |
| 1998 | 1.429.000                          | 8.054.000                          | 9.238.000                          | 20.332.000                                       | 39.053.000                         |
| 1999 | 1.456.000                          | 8.269.000                          | 9.246.000                          | 18.665.000                                       | 37.636.000                         |
| 2000 | 1.677.092                          | 8.747.482                          | 9.020.646                          | 34.264.990                                       | 53.710.211                         |
| 2001 | 1.818.503                          | 8.957.105                          | 8.896.210                          | 19.810.197                                       | 39.482.014                         |
| 2002 | 1.562.457                          | 7.640.295                          | 9.200.460                          | 23.976.715                                       | 42.379.926                         |
| 2003 | 2.067.725                          | 8.786.353                          | 9.771.231                          | 30.556.712                                       | 51.182.021                         |
| 2004 | 2.016.680                          | 8.668.426                          | 10.344.554                         | 33.474.969                                       | 54.504.629                         |
| 2005 | 2.202.136                          | 8.802.274                          | 11.351.894                         | 34.590.006                                       | 56.946.310                         |
| 2006 | 2.484.391                          | 10.320.060                         | 12.279.082                         | 37.206.541                                       | 62.290.074                         |
| 2007 | 2.135.136                          | 10.980.647                         | 13.234.825                         | 50.377.468                                       | 76.728.076                         |
| 2008 | 2.088.870                          | 10.525.385                         | 11.176.884                         | 31.575.833                                       | 55.366.973                         |
| 2009 | 1.687.661                          | 9.335.762                          | 10.109.536                         | 26.940.309                                       | 48.073.268                         |
| 2010 | 1.801881                           | 10.176.075                         | 11.995.147                         | 30.445.253                                       | 54.418.357                         |
| 2011 | 2.187.581                          | 12.244.233                         | 13.611.152                         | 28.098.610                                       | 56.141.575                         |
| 2012 | 2.049.899                          | 11.823.540                         | 13.254.345                         | 25.210.347                                       | 52.338.132                         |
| 2013 | 2.244.605                          | 12.070.877                         | 13.532.756                         | 25.359.190                                       | 53.207.428                         |
| 2014 | 2.211.300                          | 12.017.300                         | 13.293.100                         | 26.834.400                                       | 54.356.200                         |
| 2015 | 2.079.000                          | 11.484.100                         | 12.564.000                         | 29.485.600                                       | 55.612.700                         |
| 2016 | 2.135.000                          | 11.006.700                         | 12.574.200                         | 26.477.600                                       | 52.193.500                         |
| 2017 | 1.947.700                          | 10.648.600                         | 12.016.500                         | 28.877.900                                       | 53.490.700                         |
| 2018 | 2.031.500                          | 10.995.900                         | 12.100.100                         | 39.422.700                                       | 64.550.300                         |
| 2019 | 1.740.200                          | 9.976.800                          | 9.321.400                          | 47.834.100                                       | 68.872.400                         |
| 2020 | 1.362.200                          | 8.847.100                          | 8.044.200                          | 62.166.900                                       | 80.420.400                         |
| 2021 | 1.755.300                          | 9.071.100                          | 10.058.200                         | 62.072.400                                       | 82.957.000                         |
| 2022 | 1.807.500                          | 10.691.400                         | 13.378.100                         | 52.809.300                                       | 78.686.200                         |

### Exporte
Im Jahr 2020 exportierte Deutschland rund 12,7 Millionen Kubikmeter Rohholz im Wert von 845 Millionen Euro. Fichten- und Tannenholz lag mit 83,8 % an erster Stelle des exportierten Rohholzes. Mit 50,6 % (6,4 Millionen Kubikmeter) hatte China den höchsten Anteil am Exportvolumen. Im Jahr 2015 lag dieser Anteil noch bei 10,1 %.

## Gesetze und Verordnungen

### Deutschland

#### Vermessung und Sortierung von Rohholz
Beginnend mit der Verordnung über die Aushaltung, Messung und Sortenbildung des Holzes in den deutschen Forsten (HOMA), auch als  Reichshoma bezeichnet, (HOMA ist die Abkürzung für Holzmessanweisung) gab es in Deutschland ab 1936 erstmals eine einheitliche gesetzliche Regelung für die Messung und Sortierung von Rohholz, die auch in der Nachkriegszeit zunächst in beiden deutschen Staaten weiter gültig war. In der DDR wurde 1965 die TGL 15799/01-12 erlassen, in der Bundesrepublik Deutschland das Gesetz über gesetzliche Handelsklassen für Rohholz (BGBl. 1969 I S. 149), welches wiederum die Richtlinie 68/89/EWG des Rates der Europäischen Gemeinschaften zur Grundlage hatte. Die Ausführungsbestimmungen dieses Gesetzes wurden in der Verordnung über gesetzliche Handelsklassen für Rohholz vom 31. Juli 1969 festgelegt (BGBl. I S. 1075). Bezeichnet wird diese Verordnung auch als Forst-HKS, HKS oder Handelsklassensortierung. Im Gegensatz zur vorhergehenden HOMA (von 1936 bis 1969) war die generelle Anwendung der HKS nicht verpflichtend. Verpflichtend war lediglich, dass Holz, welches nach gesetzlichen Handelsklassen bezeichnet wird, diesen auch entsprechen muss.
Im Zuge der von der EG verordneten Maßnahmen zur Entbürokratisierung wurde in Deutschland zum 1. Januar 2009 das Gesetz über gesetzliche Handelsklassen für Rohholz ersatzlos aufgehoben. Unabhängig davon hat die HKS den Status einer Handelsusance.
Seit 2014 bildet die Rahmenvereinbarung für den Rohholzhandel in Deutschland (RVR) die Grundlage für Rohholzvermessung und -sortierung, die Abrechnungsmaße und Umrechnungsfaktoren sowie die Begrifflichkeiten im Rohholzhandel. Im Gegensatz zu den Vorläufern hat die RVR keinen Gesetzescharakter, sondern ist eine freiwillige Vereinbarung zwischen Holzproduzenten (Deutscher Forstwirtschaftsrat) und Holzverarbeitern (Deutscher Holzwirtschaftsrat).

#### Absatzförderung für Rohholz
In Deutschland gab es über Jahrzehnte eine gesetzliche Abgabepflicht auf Rohholz, welches zum Sägen, Messern oder Schälen geeignet war. Mit dieser Sonderabgabe, dem sogenannten „Holzabsatzfondsbeitrag“ wurden vom Staat Maßnahmen zur Absatzförderung von Rohholz durchgeführt. Im Jahr 2009 hat das Bundesverfassungsgericht die Verfassungswidrigkeit des Holzabsatzfondsgesetzes festgestellt und somit die vom Staat betriebene Absatzförderung von Rohholz beendet.

### Österreich
Die einschlägigen Standards in Österreich sind in den Österreichischen Holzhandelsusancen definiert.